# Familia Massimo

La principesca Casa de Massimo es históricamente una de las grandes familias aristocráticas de Roma, reconocida por su influencia
en la política, la iglesia y el patrimonio artístico de la ciudad.
A esta familia pertenece el palacio Massimo alle Colonne, dañado durante el saqueo de Roma de 1527 y reconstruido en 1536 por Baldassarre Peruzzi.

## Orígenes Legendarios
La familia Massimo ha sido considerada como una de las familias nobles más antiguas de Europa. De acuerdo con la obra “De Gente Maxima” escrita en 1556 por el historiador agustino Onofrio Panvinio (1530-1568), la familia desciende por línea paterna de la antigua “Gens Fabia”, más concretamente de Quinto Fabiio Máximo (c. 275 AC – 203 AC), llamado Cunctator (“el que retrasa”). Cuando Napoleón le preguntó al Príncipe Massimo, (con quien estaba negociando el Tratado de Tolentino) si la familia descendía de Fabio Máximo, éste respondió: «En realidad no puedo probarlo, es solo un rumor que lleva corriendo una docena de siglos en nuestra familia» («Je ne saurais en effet le prouver, c’est un bruit qui ne court que depuis douze cents ans dans notre famille»).
La familia Massimo, según Panvinio, también proporcionó dos Papas a la Iglesia Católica, ambos santos:  Anastasio I (fallecido en 401), quien denunció la herejía origenista, y Pascual I (fallecido en el 824), quien se opuso a los reyes francos y se comprometió en uno de los más tempranos intentos de cristianizar Escandinavia.

## Historia
La historia mejor documentada de la actual familia se remonta a un Massimo que vivió hacia el 950, y que es identificado como Leo de Maximis en el 1012. A partir de entonces la familia aumentó
su influencia entre los barones romanos, y jugó un papel considerable en la historia de la ciudad en la Edad Media, contando entre sus miembros a cardenales, embajadores y líderes civiles y militares.
Massimo Massimo (fallecido en 1465) sirvió como jefe conservador de Roma, una función mantenida por varios miembros de la familia. A Luca Massimo (fallecido en 1550) se le otorgó el título de “Barón de Pisterzo” en 1554 y Fabrizio Camillo Massimo, de la rama familiar de los Arsoli, llegó a ser “Marqués de Roccasecca” en 1668, ambos títulos hereditarios por primogenitura.
Dos ramas descienden de los hijos de Angelo Massimo (1491-1550), quien llegó a ser Señor de Intrafiumara en 1520: la de Tiberio, cuyos descendientes serían los Duques de Rignaro y Calcata, y que
se extinguió en 1907, y la de Fabrizio Massimo (1536-1633), quien obtuvo el señorío de Arsoli en 1574. En 1826, el Papa León XII otorgó a Massimiliano Camillo Massimo (1770–1840), de la segunda rama,
el título de Príncipe de Arsoli, hereditario por primogenitura. Su nieto, Carlo (1836-1921), 3.er Príncipe de Arsoli se convirtió en Príncipe Romano en 1854, título que también se heredaba por primogenitura.
Su hijo Don Francesco, Príncipe Massimo (1865-1943) llegó a ser el administrador de correos del Poste Vaticane, y su nieto Don Leone, Príncipe de Massimo (1896-1979) se hizo Duque de Anticoli-Corrado en 1904 mediante cesión avuncular (el título fue creado por decreto real para su tío Don Fabrizio Massimo en 1895). Otro nieto del 1.er Príncipe de Arsoli, Don Filippo Massimo (1843-1915), heredó la fortuna y adoptó el apellido de su mujer, Donna Giusippina Massimo, quien fue la mayor de las hijas del Príncipe de Lauro (1789-1852), además de esposa y heredera de Ottavio Lancellotti.
Aunque la línea principal de los descendientes de Don Filippo mantiene el título y apellido Lancellotti, su joven hijo Don Luigi (1881-1968) continuó el apellido paterno con la combinación de “Massimo Lancellotti”, el cual se prolonga hasta sus descendientes, además de recibir el título de Príncipe de Prossedi en 1932.
Aunque antigua y poderosa, los Massimo posteriores al medievo no representaron una familia soberana, pero los cabezas de familia y otros miembros contrajeron un destacable número de matrimonios con miembros y descendientes de las dinastías reinantes de finales del Siglo XX, algo que fue sistemático a partir de 1756, con el matrimonio del administrador del correo Papal, Camillo Francesco Massimo (1730-1801), Marqués de Roccasecca, con Barbara Savelli-Palombara (1750-1826), heredera de una atractiva fortuna.
Su hijo, el primer Príncipe de Arsoli, Massimiliano Camillo Massimo (1770-1840), se casó con Cristina de Sajonia (1775-1837) en 1796, hija de Xavier de Sajonia, Príncipe de Polonia y Lituania, un joven hijo del Rey Augusto III de Polonia.
El hijo de Massimiliano, el segundo Príncipe Camillo Vittorio Massimo (1803-1873), se casó con la Princesa María de Saboya-Carignano (1811-1837) en 1827. Cuatro años después, Carlos Alberto, Rey de Sardinia se convertiría en el cabeza de esta familia, y su hijo el Rey Víctor Manuel II (1820-1878), llegó a ser el primer Rey de una Italia unificada en 1861.
El 3.er Príncipe de Arsoli, Don Camillio Carlo Massimo (1836-1873) se desposó con Donna Francesca Lucchesi Palli (1836-1923), medio hermana de Enrique, Conde de Chambord, pretendiente legítimo al trono francés a través de su madre la Princesa María Carolina de Borbón-Sicilia (1798-1870), hija del Rey napolitano Francisco I de las Dos Sicilias y esposa de Carlos Fernando, Duque de Berry, heredero asesinado
de Carlos X de Francia.
Ellos tuvieron dos hijos, Francesco Massimo, 4.º Príncipe de Arsoli (1865-1943), quien se casó en 1895 con Donna Eleonora Brancaccio (1875-1943, hija de Salvatore Brancaccio, Príncipe de Triggiano), y
Don Fabrizio Massimo (1868-1944), quien en 1895 se convirtió en Príncipe de Roviano y Duque de Anticoli-Corrado por decreto real, y que se casó en 1897 con la Princesa Beatriz de Borbón (1874-1961),
hija de Carlos, Duque de Madrid, pretendiente carlista a los tronos de Francia y España. Don Fabrizio y la Infanta no tuvieron hijos, y en 1904 este cedió el ducado de Anticoli-Corrado a su sobrino Don Leone Massimo, hijo de su hermano mayor.
Así Don Leone se convirtió en el quinto Príncipe de Arsoli en 1943, quien se desposó en 1935 con la Princesa María Adelaida de Saboya-Génova (1904-1979), hija del Príncipe Tomás, Duque de Génova (1854-1931) y prima hermana de Víctor Manuel III de Saboya, Rey de Italia.
La tradición matrimonial de los Massimo continuó cuando Don Carlo Massimo,  (nacido en 1942) se casó en 1989 con Doña Elisa Osorio de Moscoso y Estanga (nacida en 1946), hija de Pedro Osorio de Moscoso y Moreno, Duque de Montemar (1905-1986) y de Doña Elisa de Estanga y Cólogan-Franchi (1911-2001), sobrina del Marqués del Sauzal en la Orotava, Tenerife. La bisabuela paterna de Pedro Osorio de Moscoso fue S.A.R la Infanta Luisa Teresa de Borbón-Cádiz, hija de S.A.R. el Infante Francisco de Paula de España (1824-1900), la cual contrajo matrimonio con José Osorio de Moscoso, Duque de Sessa.
La principesca familia está representada por Fabrizio Massimo-Brancaccio, Príncipe de Arsoli y Príncipe de Triggiano (nacido en 1963), y Stefano Massimo, Príncipe de Roccasecca de los Volscos (nacido en 1955), cuyo heredero es Don Valerio Massimo (nacido en 1973). El 21 de mayo de 2009, el Príncipe Valerio alcanzó la cima del Monte Everest.

## Importancia
Los Massimo fueron patrocinadores mayores de las artes. Los hermanos Pietro y Francesco Massimo adquirieron gran fama gracias a la protección y el apoyo de los impresores alemanes Sweynheim y Pannartz, quienes llegaron a Roma en 1467. El primer libro impreso de Italia fue producido en el Palacio Massimo. En el Siglo XVII, el Cardenal Camillo II Massimo fue famoso por ser mecenas de Velázquez y Poussin.
En el Siglo XVI, los Massimo fueron los nobles romanos más ricos. El Palacio Massimo Alle Colonne de Roma fue construido por el célebre arquitecto sienés Baldasare Peruzzi por encargo de Pietro Massimo,
sobre las ruinas de un palacio destruido en el saqueo de Roma en 1527. La fachada curva se ordenó construir al estilo del Estadio de Odeon del Emperador Domiciano. El techo interior y los vestíbulos están minuciosamente ornamentados con rosetones y artesones. El techo de la entrada está decorada con un fresco pintado por Daniele de Volterra, quien representó “La Vida de Fabius Maximus”. La capilla de la segunda planta fue una habitación en la que Paolo Massimo, hijo del Príncipe Fabrizio Massimo, fue brevemente confinado con tan solo 14 años de edad por San Felipe Neri el 16 de marzo de 1583. El interior del palacio está abierto al público solo durante un día al año, momento en que la familia recibe a cardenales y otros grandes oficiales para honrar el evento. En el Siglo XVI ocurrieron en el palacio otros eventos notables, entre ellos varios asesinatos intra-familiares. El palacio es considerado como una de las obras manieristas más importantes del Renacimiento temprano y continúa siendo la residencia principal de la familia, junto con el Castillo Massimo en Arsoli.